# Neiße (Schiff, 1926)
Die Neiße war ein im Zweiten Weltkrieg von der deutschen Kriegsmarine zum U-Boot-Begleitschiff umgebauter ehemaliger Kombifrachter.

## Bau und technische Daten
Das Schiff lief am 28. Mai 1925 bei der Reiherstieg Schiffswerft und Maschinenfabrik in Hamburg mit der Baunummer 577 für die Flensburger Reederei H. C. Horn als Minna Horn vom Stapel und wurde am 14. Januar 1926 für den Dienst der Reederei nach Mittelamerika abgeliefert. Die Minna Horn war 94,81 m lang und 14,11 m breit, hatte 6,95 m Tiefgang und vorn und achtern je einen Mast mit Ladegeschirr. Sie war mit 3.179 BRT bzw. 1.890 NRT vermessen. Ein Vier-Takt-Schiffsdieselmotor der Großmotoren-Werke Hamburg-Mannheim GmbH ergab eine Höchstgeschwindigkeit von 11,0 kn. In dem zweideckigen Mittelschiffsaufbau konnte das Schiff bis zu 32 Passagiere I. Klasse befördern. Im Achterschiff war noch Platz für 18 Fahrgäste III. Klasse. Sie war das erste Kombischiff der Reederei. Im April 1926 folgte mit der Waldtraut Horn unter der Baunummer 578 noch ein Schwesterschiff von der Reiherstiegwerft.
Im Juni 1930 erfolgte in Hamburg ein Umbau, bei dem das Schiff einen Zwei-Takt-HDoEP-Motor von MAN erhielt. Die Zahl der Passagiere verringerte sich auf 30 unter Wegfall der III. Klasse im Heckaufbau. Die neue Vermessung war 3.177 BRT und 1.842 NRT. Beim Umbau wurde das Schiff am 4. Juni 1930 in Claus Horn umbenannt. Die Passagiereinrichtung entsprach jetzt den vier von Schichau 1928/29 gelieferten Kombischiffen (siehe Mimi Horn). Das Schwesterschiff Waldtraut Horn wurde später entsprechend umgebaut und auch umbenannt und hieß ab Ende 1936 Henry Horn.

## Geschichte
Das Schiff verkehrte zwischen der Karibik und Deutschland. Wenige Tage vor dem Beginn des Zweiten Weltkriegs gelangte es am 23. August 1939 noch nach Deutschland zurück. Am 11. September 1939 übernahm das bereits 1934 von Heinz Horn und Erich Müller-Stinnes gegründete Westindische Schiffahrtskontor GmbH das Schiff und benannte es um in Claus.
Bereits am 10. Oktober 1939 übernahm die Kriegsmarine das Schiff und setzte es dann als Beischiff für die 2. Unterseeboots-Ausbildungs-Flottille ein, bei der neue Bootsbesatzungen mit ihren eigenen Booten im Torpedoschießen ausgebildet wurden. Nach einem im Oktober 1940 begonnenen Umbau wurde das Schiff in Neiße umbenannt und ab 6. Februar 1941 wieder als U-Boot-Begleit- und Führerschiff für die 25. U-Flottille in der Ostsee in Dienst gestellt.
Im Januar 1945 von Gotenhafen nach Travemünde verlegt, wurde die Neiße am 3. Mai 1945 auf der Fahrt von Neustadt in Holstein nach Kiel in der Nähe des Feuerschiffs Kiel bei einem Luftangriff britischer Hawker Typhoon-Jagdbomber der RAF Second Tactical Air Force durch einen Raketentreffer beschädigt, konnte aber mit eigener Kraft nach Kiel einlaufen.
Dort lag sie bei Kriegsende. Bereits im Juni 1945 wurde sie dem Deutschen Minenräumdienst zugewiesen, diente dann aber ab 21. November 1946 im Kieler Hafen einige Zeit als Wohnschiff der Universität Kiel.
Am 24. März 1947 wurde das Schiff in Kiel als Reparationszahlung an Jugoslawien abgeliefert. Unter dem neuen Namen Topusko fuhr es dann für die staatliche Reederei Jugoslavenska Linijska Plovidba (Jugolinija) aus Rijeka. Am 31. Oktober 1961 wurde die Topusko nach Split überführt und dann im November in der Brodosplit-Werft abgebrochen.